# 田中一志
田中 一志（たなか かずし）は、北海道を拠点に活動する音楽プロデューサー、作曲家、編曲家。北海道札幌市のインディーズレーベル「カメレオン・レーベル」（Chameleon Label） 代表。

## 概要
カメレオンレーベルの代表、プロデューサー、アレンジャー、Chameleon Studioのエンジニアとして数々の作品の制作に携わる。また、アーティストとしてもShizuka Kanata名義でアルバムを発表,YAYYAY,Warashandのバンドメンバーとしても活動。平行して、作曲家、編曲家として大泉洋などへの楽曲提供、編曲家としても活動、数々のアーティストの制作にかかわるとともに、CM、テーマソング、劇伴、BGMなどを多数制作している。『鈴井の巣』（北海道テレビ）に出演以後、CREATIVE OFFICE CUE関連の作曲に数多く携わる（その際は、ター・ナー・カー名義で活動することが多い）。妻の下川佳代（シモシモ）も作曲家・編曲家として、CREATIVE OFFICE CUE関連の音楽活動に携わっている。

## Chameleon Label プロデュースアーティスト
- Shizuka Kanata
- YAYYAY
- sleepy.ab
- Warashand
- tuLaLa
- Socca
- Addiction
- SiMoN
- two people soup on
- c.cedille
- HIGH VOLTAGE
- こけしDoll
- The Jerry
- river
- the blondie plastic wagon
- MOTER☆PSYCHO

## 参加楽曲 / 編曲
大泉洋
　・コラーゲン - 作曲、編曲

中島優美(GO!GO!7188)
　・ソロアルバムてんのみかく（東芝EMIミュージック）
　　『密月』- 編曲

ハングリーデイズ（東芝EMIミュージック）
『卒業のうた』- ストリングスアレンジ
佐々木ゆうこ（パイオニアLDC）
『元気ですか』- 作曲・編曲
pelo　(ポリドールレコード)
『OZONE』:『ノーマルな関係』:『人類』:『宙に舞う』:『烏』- 作曲・編曲
松倉さおり （ファンハウスレコード）
『チャーミング』- 編曲
山木康世
- 嶺上開花（リンシャンカイホー）

「白い冬」- プロデュース・編曲・プログラミング）
「ターコイズナイト」- プロデュース・編曲・プログラミング）
田中義剛
- ありがとう義剛（ポニーキャニオン）

『甘い魅惑』
- 美慶 『！(exclamation)』- Recording・Mix・プロデュース・編曲・Programming
- 忍弥-niya-「VersuS」- Recording・Mix・Programming

## 参加楽曲 /編曲、MIX
CREATIVE OFFICE CUE
- ちょっと早めのX’mas song （歌/大泉洋）編曲 / 下川佳代と共作
- Merry Christmas Mr.Christopher peron （歌/安田顕）
- クリスマスケーキ（歌/鈴井貴之）
- あのクリスマス（歌/戸次重幸）
- 私は…後藤屋利喜左衛門 （歌/後藤屋利喜左衛門）
- 出ていったあいつ （歌/FAN TAN）
- そんなのNACS応援歌 （歌/TEAM★NACS）
- バカね （歌/大泉洋）
- ハリケーンマーチ（歌/森崎博之）
- Clear the road（歌/戸次重幸）
- いつかNACS きっとNACS（歌/TEAM★NACS）
- ありがとう（歌/CUE ALL STARS）
- おねがい！NACS SUMMER！（歌/TEAM★NACS）
- ビーチドリーマー（歌/大泉洋）
- スマッシュヒット LOVE バシーン！（歌/大泉洋）
- KILL ME（歌/KILLER-Z with ケンとタクマ）
- アルバム（歌/CDJ ALL STARS）
- Samba de kanemochi （歌/後藤利喜男）
- Daydreamer（歌/TEAM★NACS）
- 捻挫した君（歌/TEAM★NACS）
- おやG /ソフトフォーカス（歌/ビューティーたか・アフターけん）

## HTBドラバラ鈴井の巣番組挿入歌 / 編曲
- 勇気の翼 (歌/チーズスナック）
- 飲むしょ朝まで (歌/御社亜紀）
- きみにキャッチュー (歌/早川淳）
- 月の裏で (歌/音尾琢真）
- つぼみ (歌/森崎博之）
- オヤシラズノヨウニ (歌/森崎博之）
- 涙はいらない ( 歌/ジョーとアッキー）
- What’s 真池龍 (歌/真池龍）
- 戦え！白き戦士?GO!GO!GO! (歌/雅楽戦隊ホワイトストーンズ）
- 星空のコマンタレブー (歌/大泉洋）
- ホワイトストーンズ愛のテーマ (歌/雅楽戦隊ホワイトストーンズ）
- ドラバラ鈴井の巣コンプリートアルバム DISC1 /DISC2 / インスト曲

## 舞台音楽
- TEAM-NACS 第10回公演「LOOSER」音楽制作（作曲・編曲・MIx）
- 鈴井貴之主宰の劇団OOPARTS舞台「CUT」音楽制作（2010年・作曲・アレンジ・プログラミング）
- 第一回PMF音楽祭 / 芸術監督：レナード・バーンスタイン／マイケル・ティルソン・トーマス指揮、オーケストラ：ロンドン交響楽団（1990年・シンセマニピュレート）

## イベントプロデュース / 音楽制作
- スマイルセーフティプロジェクト-キャンペーンソングSMILE（歌 / 増子直純＋PAPA B with KTNM）- 作曲・編曲
- 第29回ホワイトイルミネーションコラボレートソング「Fallin' Snow～ X'mas version～」（2009年・編曲）
- 「CUE DREAM JAM-BOREE」 （2004、2010、2012/音楽プロデュース）
- 「北海道アマチュア野球公式応援歌」2009年- 編曲・MIX
- MEETSプロジェクト/北海道コンピレーションDVD&CD”MEETS”- CD制作・イベントプロデュース
- ソニーミュージックコンピレーションアルバム『銀河』（ソニーミュージック）- プロデュース
- ミュージックキャンプin夕張 (イベント企画)

## CM、商業施設
- CM/道新スポーツ（初音ミクVer.）北海道競馬、ホクレン、北海道ガス、北海道電力、お刺身居酒屋ルック、その他多数
- 登別マリンパーク音楽場内制作
- 札幌駅パセオ館内音楽（2009年・制作）
- 札幌イーアス館内音楽（2009年・制作）
- 札幌駅ステラプレイス館内音楽
- 札幌イルミネーションテーマソング